# Marainviller
Marainviller ist eine französische Gemeinde im Département Meurthe-et-Moselle in der Region Grand Est (bis 2015 Lothringen).

## Geografie
Die Gemeinde Marainviller liegt an der Vezouze, acht Kilometer östlich von Lunéville. Im Süden der Gemeinde verläuft die Route nationale 4.

## Geschichte
Andere Schreibweisen lauteten: Murinviler (1152), Malenviller (1157), Mairenviler (1268), Meranviler (1272), Marenviler (1284), Marienviller (1371), Marrenviller (1398), Mairenviller (1534).

### Bevölkerungsentwicklung

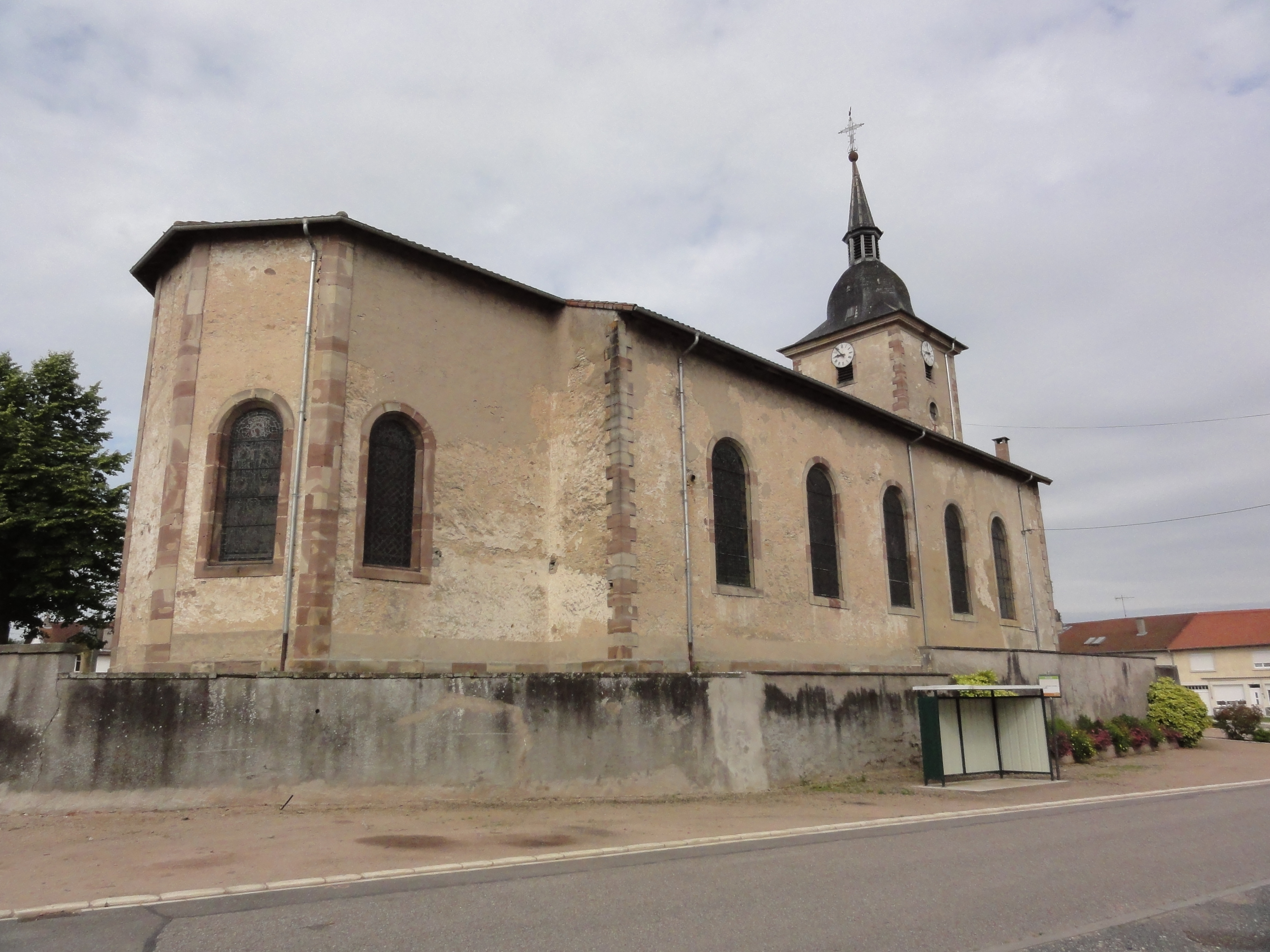
Kirche Saints-Pierre-et-Paul

| Jahr      | 1962 | 1968 | 1975 | 1982 | 1990 | 1999 | 2006 | 2019 |
| Einwohner | 545  | 566  | 651  | 687  | 642  | 655  | 690  | 697  |